# 鄭運鵬
鄭 運鵬（てい うんほう、ジェン ユンポン、1973年〈民国62年〉6月2日 - ）は、中華民国（台湾）の政治家。民主進歩党所属の元立法委員。

## 経歴
2004年の第6回立法委員選挙では台北県第一選挙区から出馬し、初当選した。
2007年、翌年の第7回立法委員選挙で選挙区改制後の台北市第一選挙区の党内予備選で敗れた。
2012年、民進党のインターネット組織・広報局長に就任した。
2016年の第9回立法委員選挙では桃園市第一選挙区から出馬し、6000票の僅差で当選した。
2020年の第10回立法委員選挙でも7000票の僅差で再選された。
2022年8月29日、桃園市長選挙に候補登録していた林智堅が辞退したため、鄭運鵬が立候補することになったが、同年11月26日の選挙の結果、国民党の候補に敗れた。
2024年の第11回立法委員選挙では、国民党候補に僅差で敗れ、落選した。

## 選挙記録
| 年度 | 選挙               | 選挙区           | 所属政党   | 得票数  | 得票率 | 当選 | 注釈 |
| ---- | ------------------ | ---------------- | ---------- | ------- | ------ | ---- | ---- |
| 2004 | 第6回立法委員選挙  | 台北市第一選挙区 | 民主進歩党 | 45,234  | 7.42%  |      |      |
| 2016 | 第9回立法委員選挙  | 桃園市第一選挙区 | 民主進歩党 | 85,955  | 47.25% |      |      |
| 2020 | 第10回立法委員選挙 | 桃園市第一選挙区 | 民主進歩党 | 104,735 | 46.11% |      |      |
| 2022 | 第3回桃園市長選挙  | 桃園市           | 民主進歩党 | 428,983 | 40.03% |      |      |
| 2024 | 第11回立法委員選挙 | 桃園市第一選挙区 | 民主進歩党 | 103,466 | 43.00% |      |      |